# Городское поселение рабочий посёлок Колывань
Городско́е поселе́ние рабочий посёлок Колывань — муниципальное образование в Колыванском районе Новосибирской области Российской Федерации.
Административный центр — рабочий посёлок Колывань.

## История
Статус и границы городского поселения установлены Законом Новосибирской области от 2 июня 2004 года № 200-ОЗ «О статусе и границах муниципальных образований Новосибирской области»

## Население
| 2002    | 2010    | 2012    | 2013    | 2014    | 2015    | 2016    |
| ------- | ------- | ------- | ------- | ------- | ------- | ------- |
| 11 988  | ↗12 901 | ↗13 051 | ↗13 217 | ↗13 396 | ↗13 576 | ↗13 633 |
| 2017    | 2018    | 2019    | 2020    | 2021    |         |         |
| ↘13 566 | ↘13 499 | ↘13 436 | ↘13 410 | ↗13 822 |         |         |

## Состав городского поселения
| № | Населённый пункт | Тип населённого пункта                  | Население |
| - | ---------------- | --------------------------------------- | --------- |
| 1 | Большой Оёш      | деревня                                 | ↗669      |
| 2 | Выпаса-Вечерка   | деревня                                 |           |
| 3 | Колывань         | рабочий посёлок, административный центр | ↗12 585   |
| 4 | Подгорная        | деревня                                 | →269      |
| 5 | Чаус             | деревня                                 | ↘121      |